# Hermann von Gaertner
Hermann August Gottlieb von Gaertner (* 25. November 1818 in Neuwied; † 12. März 1886 in Wiesbaden) war ein preußischer Generalmajor und Inspekteur der 4. Ingenieur-Inspektion.

## Leben

### Herkunft
Hermann war ein Sohn von Carl von Gaertner (1794–1840) und dessen Ehefrau Luise, geborene Winz (1796–1848). Sein Vater war Landrat des Kreises Ahrweiler sowie preußischer Hauptmann der Landwehr. Sein Bruder Franz (1817–1872) wurde ebenfalls Landrat, sein Bruder Johann Otto (1829–1894) preußischer Generalleutnant.

### Militärkarriere
Nach dem Besuch der Gymnasien in Trier und Kreuznach trat Gaertner als Einjährig-Freiwilliger in die 8. Pionier-Abteilung der Preußischen Armee ein. Zur weiteren Ausbildung absolvierte er ab Oktober 1837 für zwei Jahre die Vereinigte Artillerie- und Ingenieurschule. Am 4. November 1840 wurde er als Sekondeleutnant der 3. Ingenieur-Inspektion aggregiert und am 1. Oktober 1841 der 8. Pionier-Abteilung zugewiesen. Am 27. Juni 1846 wurde er in die Ingenieur-Inspektion einrangiert und am 15. April 1845 zu Fortifikationsdiensten nach Minden kommandiert. Am 20. April 1847 wurde er zunächst Adjutant der 8. Pionier-Abteilung und am 1. Mai 1849 Adjutant der 5. Festungs-Inspektion. Von dort kam er am 11. November 1850 in die 5. Pionier-Abteilung, wo er am 7. Dezember 1850 zum Premierleutnant aufstieg. Er ging am 31. März 1851 in die 6. Pionier-Abteilung. Dort wurde er am 29. Mai 1851 zum Führer der 1. Reserve-Pionier-Kompanie ernannt. Am 31. Mai 1853 zum Hauptmann befördert, kam er am 26. Oktober 1853 zu Fortifikationsdiensten nach Wesel. Am 25. Februar 1854 wurde er 1. Adjutant der Inspektion und am 21. Juli 1861 Kommandeur der 2. Reserve-Pionier-Kompanie. Er stieg am 2. Juni 1863 zum Major auf, wurde zu Fortifikationsdiensten nach Mainz kommandiert und am 21. September 1865 zum Geniedirektor ernannt.
Während der Mobilmachung zum Deutschen Krieg wurde er am 15. Juni 1866 von dieser Stellung enthoben und zur Leitung der fortifikatorischen Sicherheitsmaßnahmen in der Umgebung von Berlin abkommandiert. Bereits am 24. August 1866 kehrte er in seine Friedensstellung zurück. Er erhielt am 31. Dezember 1866 seine Beförderung zum Oberstleutnant mit Patent vom 30. Oktober 1866. Am 6. Februar 1868 wurde er Chef des Stabes der Generalinspektion des Ingenieurkorps. Dort wurde er am 26. Juli 1870 zum Oberst und am 2. Mai 1874 zum Generalmajor befördert. Am 12. Dezember 1874 erfolgte seine Ernennung zum Inspekteur der 4. Ingenieur-Inspektion. Am 18. Januar 1877 wurde er mit dem Roten Adlerorden II. Klasse ausgezeichnet und am 15. Mai 1877 mit Pension zur Disposition gestellt. Er starb unverheiratet am 12. März 1886 in Wiesbaden.
Gaertner war Ehrenmitglied des Vereins zur Erforschung der Rheinischen Geschichte und hatte sich um die Sicherung römischer Artefakte verdient gemacht.